# سورونزونبولدین باتستسگ
سورونزونبولدین باتستسگ (به مغولی: Соронзонболдын Батцэцэг؛ زادهٔ ۳ مهٔ ۱۹۹۰) یک کشتی‌گیر آزادکار کشور مغولستان است.
از افتخارات وی می‌توان به کسب مدال برنز المپیک ۲۰۱۲ لندن اشاره کرد. وی سابقه حضور در المپیک ۲۰۱۶ ریو و المپیک ۲۰۲۰ توکیو را دارد.